# Marcelo Cézan
Marcelo Cézan, właściwie Edgar Gómez (ur. 13 kwietnia 1971 w Cali) – kolumbijski aktor i piosenkarz. W Polsce znany z telenowel: Anita i Żona potrzebna od zaraz.

## Filmografia
- "Niños ricos, pobres padres" Bananowa młodzież (2009) jako Jorge Cervantes
- "Doña Bárbara" (2008) jako Florencio Quitadolores
- "Marido a Sueldo" (2007) jako Ricardo 'Ricky Martin' Martin Anaya
- "Juego limpio" (2005) jako Alberto de Jesus Morales
- "Decisiones" (2005)
- "¡Anita, no te rajes!" Anita (2004-2005) jako David Ignacio Aristizábal
- "Amor a la plancha" (2003) jako Andres Roman Viteri
- "Mambo y canela" (2002) jako Rodrigo
- "Solterita y a la orden" (2001) jako Gabriel "Bobolitro" Baquero
- Borrón y cuenta nueva (2000)
- "Mariú" (2000)
- "María Rosa, búscame una esposa" (2000) jako Rafael Vargas
- "Me llaman Lolita" (1999) jako Esteban Buenahora
- "Niña mimada" (1998) jako Angel Custodio
- "Cartas de amor" (1997) jako Manuel Tirado
- "María de los Ángeles" (1997) jako Jorge de la Rosa
- "Solo una mujer" (1995) jako Daniel Santillan
- "Acapulco, cuerpo y alma" (1995)
- "La maldición del paraíso" (1993)